# Lycée Victor-Hugo (Caen)
Le lycée Victor-Hugo est un établissement public d'enseignement secondaire et supérieur, situé à Caen dans le quartier du Calvaire Saint-Pierre, qui a ouvert ses portes en septembre 1987. Il compte 1 000 élèves dont 250 étudiants environ.

## Particularités

### Structure pédagogique du lycée
Sa structure se compose comme suit (2015-2016) :
- 8 classes de Seconde dont une classe scolarisant les jeunes basketteurs du Pôle Espoirs suivis par le Caen Basket Club ainsi que des basketteuses du Centre de Formation de Mondeville (USOM). Il s'agit de jeunes sportifs reconnus de haut niveau ou assimilés par la DRJSCS. Les horaires de cette classe sont adaptés aux heures d'entraînement du basket, le midi et en fin d'après-midi.
- 7 classes de première générale
- 7 classes de terminale générale
- 2 classes de CPGE : 1re année : physique-chimie-sciences de l'ingénieur (PCSI)
- 3 classes de CPGE : 2e : 2 physique-chimie (dont une PC*), 1 physique-sciences de l'ingenieur
- 1 classe en L1 parcours préparatoire au professorat des écoles, en partenariat avec la licence MIASHS de l'université de Caen

### Spécialités enseignées

#### Langues
Le lycée propose plusieurs langues vivantes dès la seconde : l'anglais (LV1) qui est aussi disponible en section européenne (37 % des élèves de seconde) ; l'espagnol et l'allemand en LV2, ainsi que le portugais, le grec moderne et le suédois en LV3.

#### Échanges
Des échanges ont lieu entre plusieurs pays comme la participation au programme franco-allemand d'échanges individuels ainsi qu'avec les villes de Piteå en Suède et Bronxville aux États-Unis.

## Résultats
Le lycée est bien classé dans le département du Calvados mais ce qui importe le plus à l'équipe pédagogique est d'amener le plus d'élèves de seconde à la réussite au bac (81 %). Son taux de succès au bac est de 98% en 2020, 97% en 2021.
Pour les classes préparatoires, chaque année des nombreux élèves intègrent de grandes écoles sur les différentes banques de concours telles que Mines-Ponts, Centrale Supélec ou X-ENS.

## La vie au lycée

### La maison des lycéens
La maison des lycéens anciennement « Foyer » est une des trois associations de l'établissement. Il est représenté par des élèves élus membres du Conseil d’administration par l’Assemblée générale.
Elle a pour but de développer la vie sociale et éducative grâce aux différents clubs et engagements :
- Le club Musique : qui dispose d'un foyer, avec le matériel nécessaire au bon fonctionnement d'un groupe. Leurs compositions sont par la suite présentées aux élèves lors du « VH Event ».
- Le club radio intitulé « Radio LVH » : qui tous les mardis midi propose un direct diffusé dans l'établissement et propose diverses sujets: Livres, Jeux, Presse, Musiques, Films, Sport... les informations sont ensuite diffusées sur leur site.
- Le club journal intitulé Causette de VH : qui parait tous les ans au moins une fois et fait part de l'actualité de Caen (musiques, concert, événements : festifs, littéraires, historique...) ainsi que l'actualité du lycée.
- L'Atelier Théâtre :  Au cours d'un cycle de trois ans, les élèves suivent une initiation à l'art du comédien et vont voir une douzaine de spectacles dans l'année, lesquels sont répartis sur les scènes de l'Espace Jean Vilar, du Théâtre de Caen, de la Comédie de Caen et du Pantathéâtre. L'option théâtre  propose un spectacle en fin d'année, soit à l'occasion du « VH Event », soit dans une salle de spectacle professionnelle.
- La formation des élèves à la « Prévention secours civique 1 ».
- La salle baby-foot.
- Le club photo : il dispose du matériel nécessaire pour développer des photos en argentique et en numérique.

### Association sportive
L'association sportive (A.S.) s'adapte aux souhaits des élèves, que ce soit en sports individuels ou en sports collectifs.

### Personnalités liées à ce lycée
- Le rappeur Orelsan y a obtenu son baccalauréat ES, spécialité anglais.

## Sources
« Site Lycée Victor Hugo », sur vhugo.etab.ac-caen.fr, Académie de Caen